# Ivan Košćak
Ivan Košćak (Bela, 23. svibnja 1851. – Sarajevo, 20. prosinca 1915.) bio je hrvatski katolički svećenik i teološki pisac. 

## Životopis
Gimnaziju je završio u Senju. Od 1867. godine pohađao je filozofsko-teološki studij na Papinskom sveučilištu Gregoriana u Rimu boraveći u kolegiju Germanicum et Hungaricum. Doktorirao je filozofiju 1870. te teologiju 1874. godine.
Za svećenika je zaređen 22. prosinca 1873. godine. Proslavio je mladu misu na dan Božića. Nakon povratka u domovinu bio je duhovnik u Senjskom bogoslovnom sjemeništu i profesora filozofije, pastorala i moralne teologije.
Na poziv nadbiskupa Stadlera dolazi u Sarajevo gdje je od 1883. obnašao dužnost kanonika Vrhbosanskoga kaptola. Od 1904. godine bio je prepozit kaptola. Godine 1914. imenovan je apostolskim protonatorom. Sredinom studenog 1915., prilikom izleta na Pale, dobio je jaku prehladu te je od toga umro 1915. godine.
Od Svete stolice primio je odličje Pro Ecclesia et Pontefice.

## Djela
- „Mala napomena k pučkom izdanju Sv. evangjelja i Djela apostolskih” (Sarajevo, 1913.)
- „Mali molitvenik” (Sarajevo, 1912.)

### Članci
- Jurišić, Pavo. 2019. Nadbiskup Stadler i Stolni kaptol vrhbosanski. Vrhbosnensia. Univerzitet u Sarajevu – Katolički bogoslovni fakultet. Sarajevo. 23 (1): 27–62
- Barić, Joško. 2009. Košćak, Ivan. Hrvatski biografski leksikon. Zagreb.  journal zahtijeva |journal= (pomoć)

## Vanjske poveznice
Ostali projekti
|  | Wikicitati imaju zbirke citata o temi Ivan Košćak |